# Nushabad
Nushabad é uma cidade iraniana localizada no distrito central do condado de Aran va Bidgol, na província de Isfahan, Irã. Segundo o censo de 2016, a cidade tinha uma população de 11.838 pessoas distribuídas em 3.707 domicílios.

## História
Nushabad é conhecida por sua cidade subterrânea, Ouyi (ou Noushabad), que é considerada uma notável peça de arquitetura antiga. Devido à sua localização na região desértica central do Irã, Nushabad experimenta um clima severo, com temperaturas muito altas durante o dia e notavelmente frias à noite.
O nome "Nushabad" significa "cidade da água fria e saborosa". Acredita-se que o nome tenha origem em um dos reis sassânidas que, ao passar pela área e beber água de um poço local, achou a água extremamente clara e fria. Portanto, ele ordenou a construção de uma cidade ao redor deste poço e a chamou de Anoushabad, que eventualmente se transformou em Noushabad.
A cidade subterrânea foi construída como uma forma de escapar das altas temperaturas diurnas da região. No entanto, a principal razão para a construção de Noushabad foi a insegurança da região, que sofria com invasões. Ao formar uma cadeia subterrânea de passagens sob toda a cidade, os habitantes podiam se abrigar lá durante esses ataques, podendo chegar a qualquer ponto da cidade sem serem vistos.

## Importância Histórica e Cultural
Nushabad possui uma das mais avançadas e preservadas cidades subterrâneas do mundo, datando de mais de 1.500 anos, durante o período sassânida. Essas passagens subterrâneas foram usadas tanto como refúgio durante invasões quanto como proteção contra as duras condições climáticas do deserto. O complexo subterrâneo de Ouyi consiste em três níveis, interconectados por túneis e passagens estreitas que foram projetados estrategicamente para fornecer segurança e esconderijo aos moradores. Cada nível varia entre 4 a 18 metros de profundidade, e a entrada das passagens era oculta por poços e fontes de água locais.
Além de sua função defensiva, acredita-se que a cidade subterrânea também tenha servido como abrigo durante tempestades de areia e outras condições adversas, sendo um exemplo de adaptação arquitetônica às necessidades da vida no deserto. Essas estruturas também são mencionadas em textos históricos como marcos importantes da era sassânida e islâmica.

## Turismo
A cidade subterrânea de Nushabad, Ouyi, tornou-se um ponto turístico significativo no Irã, atraindo milhares de visitantes interessados em explorar o complexo e aprender mais sobre a história e a cultura da região. O local foi restaurado nos últimos anos e hoje é aberto ao público. Guias turísticos locais fornecem detalhes sobre a história e a função dos túneis subterrâneos, além de explicar a vida cotidiana dos antigos habitantes de Nushabad. Este sítio arqueológico é considerado uma das atrações mais importantes da província de Isfahan.
A proximidade de Nushabad com a famosa cidade de Kashan faz dela uma parada popular para turistas que visitam a região central do Irã. Além da cidade subterrânea, os visitantes também podem explorar outros sítios históricos na área, como os antigos bazares e caravançarais.